# Oripoda sumonyii
Oripoda sumonyii är en kvalsterart som beskrevs av Sandór Mahunka 1985. Oripoda sumonyii ingår i släktet Oripoda och familjen Oripodidae. Inga underarter finns listade i Catalogue of Life.